# ミュゼプラチナムオープン
ミュゼプラチナムオープンは、2015年に女性専門の脱毛サロン・ミュゼプラチナムを運営する株式会社ジンコーポレーションの主催、日本ゴルフツアー機構（JGTO）公認で行われた男子プロゴルフトーナメント。
兵庫県三木市のジャパンメモリアルゴルフクラブを舞台にして開催される。大会コンセプトとして「女性に優しいトーナメント」を掲げ、女性と高校生以下は入場料無料、最終ホールに女性専用シートを設けるなどの方針を打ち出しており、男女カップルが観戦に訪れること、さらに男性に対しては知名度の低い「ミュゼプラチナム」ブランドの認知度向上を狙っている。
大会の模様はサンテレビジョンで録画中継されるほか、インターネットでも生中継される。
ジンコーポレーションでは、他にも2015年より下部ツアーのチャレンジツアーにおいて「ミュゼプラチナムチャレンジ」（2日間競技）を主催するなど、ゴルフに力を入れる姿勢を打ち出していた。ただし同社において大量の簿外債務が発覚し、同年10月に任意整理の方針が発表されたこともあり、結局翌年以降の開催はなく1回のみで終了した。

## 歴代優勝者
| 開催回 | 開催年 | 優勝者名 | スコア | 備考 |
| ------ | ------ | -------- | ------ | ---- |
| 第1回  | 2015年 | 金庚泰   |        |      |